# Lottinghen
Lottinghen é uma comuna francesa na região administrativa de Altos da França, no departamento de Pas-de-Calais. Estende-se por uma área de 10,11 km². Em 2010 a comuna tinha 549 habitantes (densidade: 54,3 hab./km²).